# ببر البر الرئيسي الآسيوي
ببر البر الرئيسي الآسيوي أو الببر القاري (الاسم العلمي: Panthera tigris tigris) هو نويعة الببور السائدة بالأصل في بر آسيا الرئيسي، ولهذه النويعة الجُمهرات الآتية:
- الببر البنغالي- يوجد في شبه القارة الهندية من الهند، النيبال وبوتان إلى بنغلاديش.[3]
- الببر السيبيري- يقطن شمال شرق آسيا، من شرقي سيبيريا إلى شمال شرق الصين،[4] وربما كوريا الشمالية[5]
- ببر جنوب الصين — يوجد في جنوب الصين[6]
- ببر الهند الصينية — يقطن الغابات في الهند الصينية،[7] باستثناء شبه جزيرة الملايو
- الببر الملاوي — يقطن شبه الجزيرة الماليزية[2]

كما كانت له جمهرة أخرى، هي:
- الببر القزويني (أُعْلِنَ انقراضه سنة 2003)- كان يسكنُ في آسيا الوسطى وغربيها[4]

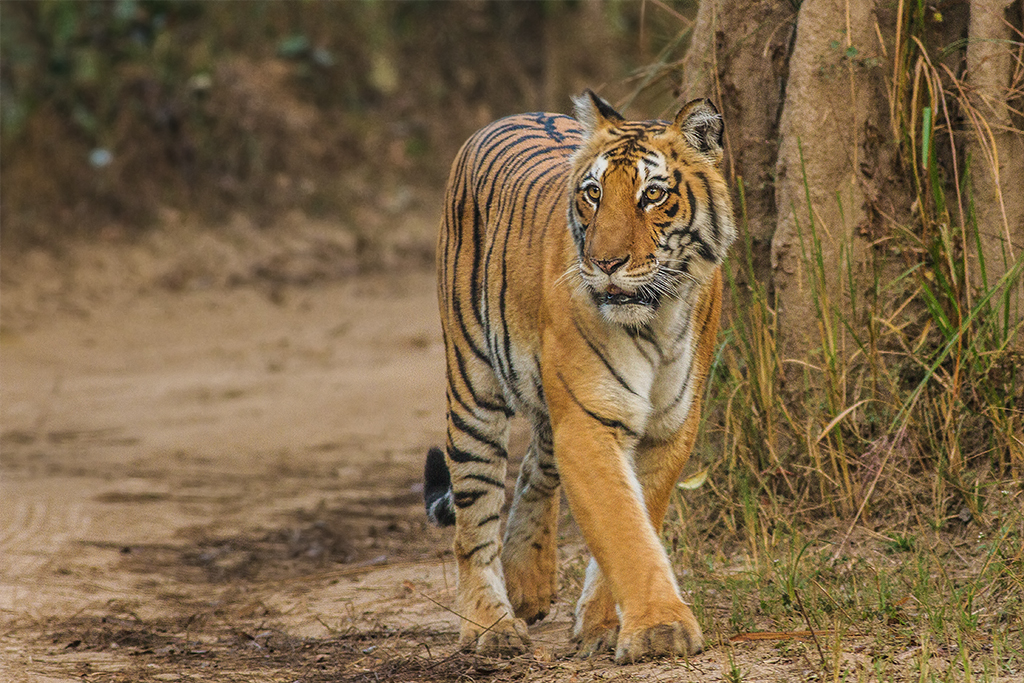
فزارة بنغالية في متنزه جِيم كوربِتّْ الوطني في الهند

خلُص تحليل السلسلة الجينومية الكاملة ل32 عينة من الببور إلى وُجُود ستة أفرع حيويَّة أُحاديَّة النمط الخلوي للببور، وأنَّ آخر سلف مُشترك عاش مُنذُ حوالي 110،000 سنة.

## اُنظر ايضاً
- ببر جزر السوندا